# Черняевка (Омская область)
Черняевка — деревня в Называевском районе Омской области. В составе Налимовского сельского поселения.

## История
Основано в 1897 г. В 1928 г. село Черняевка состояло из 113 хозяйств, основное население — русские. Центр Черняевского сельсовета Называевского района Омского округа Сибирского края.

## Население
| 1926 | 2002 | 2010 |
| ---- | ---- | ---- |
| 701  | ↘134 | ↘67  |